# Reggina Calcio 2009-2010
Questa voce raccoglie le informazioni riguardanti la Reggina Calcio nelle competizioni ufficiali della stagione 2009-2010.

## Stagione
L'11 giugno 2009, dopo l'esonero di Nevio Orlandi, arriva come nuovo allenatore per gli amaranto Walter Novellino. Il 12 luglio la Reggina (tornata in Serie B dopo 7 anni) inizia il suo ritiro a Roccaporena, dove disputa le amichevoli estive.
La Reggina esordisce in trasferta il 24 agosto contro il Cesena: gli amaranto vincono all'87' grazie al gol di Nicolas Viola. Il 29 agosto la Reggina ospita il Padova, altra squadra neo-promossa dalla Lega Pro: termina 1-1 grazie alle marcature di Brienza e di Edgar Çani. Il 12 settembre la Reggina gioca in trasferta al Martelli contro il Mantova, squadra che nelle prime tre partite aveva guadagnato un punto: il vantaggio è della Reggina con Daniele Cacia, poco dopo arriva il raddoppio con Brienza. Tuttavia la doppietta di Maurizio Nassi regala ai padroni di casa il 2-2 finale.
Il 15 settembre la Reggina perde in casa 0-2 contro il Vicenza, e nelle successive tre partite inanella un pareggio (in casa contro il Cittadella), una sconfitta (in trasferta, contro il Frosinone) e una vittoria (in casa contro il Piacenza). Dopo sette giornate la Reggina è all'undicesimo posto, a pari punti con il Grosseto.
L'esordio stagionale in gare ufficiali avviene al secondo turno di Coppa Italia. Al Granillo il 9 agosto gli amaranto ospitano l'Arezzo, vincendo 3-0. Al terzo turno della Tim Cup, disputatosi il 15 agosto, la Reggina che batte il Brescia in trasferta grazie al gol di Franco Brienza.
Il 24 ottobre 2009 Walter Novellino viene esonerato, e al suo posto ingaggiato Ivo Iaconi, mentre la Reggina si trova al quart'ultimo posto in classifica. L'8 febbraio 2010, con la squadra penultima in classifica, Iaconi viene a sua volta esonerato e sostituito da Roberto Breda; Breda ottiene la salvezza all'ultima giornata.
Gli abbonati furono 5.184 e la media spettatori di 6.327.

## Divise e sponsor
| Casa | Trasferta |

Lo sponsor tecnico per la stagione 2009-2010 è l'azienda Onze. Lo sponsor principale di maglia non è inizialmente presente; l'azienda Stocco&Stocco è invece il secondo sponsor di maglia, presente sulla maglia con un logo ridotto sul petto. Nella gara contro l'Ancona del 17 ottobre 2009 lo sponsor Stocco&Stocco è sponsor principale. Nella partita del 23 ottobre 2009 contro il Torino, lo sponsor principale è Guglielmo Caffè: l'azienda catanzarese è presente come sponsor principale anche in occasione della doppia sfida contro il Crotone. Lo sponsor Ipac è lo sponsor principale in occasione delle gare d'andata contro il Lecce e la Salernitana. Nelle gare del girone di andata contro Brescia, Ascoli e Sassuolo lo sponsor principale è Centro Commerciale "La Gru".

## Organigramma societario
Organigramma societario
- Presidente: Pasquale Foti
- Vice presidente: Giovanni Remo
- Direttore Sportivo: Gianni Rosati
- Ufficio amministrativo: Simona Gioé
- Ufficio di segreteria: Consuelo Apa, Armando Calveri
- Area comunicazione e marketing: Fabio Polimeno, Salvatore Conti

Staff tecnico-sanitario
- Allenatore: Roberto Breda
- Collaboratore Tecnico: Marco Carrara
- Preparatore dei Portieri: Stefano Grilli
- Preparatore Atletico: Marcattilio Marcattilii
- Collaboratore Atletico: Antonio Nardi
- Responsabile Sanitario: Pasquale Favasuli
- Massofisioterapisti: Antonio Costa, Antonino Pezzimenti

## Rosa
| N. |                     | Ruolo | Calciatore           |
| -- | ------------------- | ----- | -------------------- |
| 1  | Italia (bandiera)   | P     | Mario Cassano        |
| 1  | Italia (bandiera)   | P     | Vincenzo Fiorillo    |
| 2  | Nigeria (bandiera)  | D     | Daniel Adejo         |
| 3  | Italia (bandiera)   | D     | Andrea Costa         |
| 4  | Italia (bandiera)   | C     | Sergio Volpi         |
| 4  | Paraguay (bandiera) | C     | José Montiel         |
| 5  | Italia (bandiera)   | C     | Ivan Castiglia       |
| 6  | Italia (bandiera)   | D     | Vincenzo Camilleri   |
| 7  | Italia (bandiera)   | C     | Biagio Pagano        |
| 8  | Brasile (bandiera)  | A     | Joelson              |
| 8  | Italia (bandiera)   | C     | Luca Vigiani         |
| 9  | Italia (bandiera)   | A     | Emiliano Bonazzoli   |
| 10 | Italia (bandiera)   | A     | Daniele Cacia        |
| 12 | Italia (bandiera)   | P     | Daniel Leone         |
| 14 | Cile (bandiera)     | C     | Carlos Carmona       |
| 16 | Uruguay (bandiera)  | D     | Carlos Adrián Valdez |
| 17 | Italia (bandiera)   | C     | Antonino Barillà     |
| 19 | Italia (bandiera)   | C     | Giacomo Tedesco      |
| 20 | Italia (bandiera)   | A     | Alessio Viola        |
| 21 | Italia (bandiera)   | C     | Nicolas Viola        |
| 22 | Italia (bandiera)   | C     | Emmanuel Cascione    |

| N. |                     | Ruolo | Calciatore                  |
| -- | ------------------- | ----- | --------------------------- |
| 23 | Italia (bandiera)   | D     | Simone Rizzato              |
| 24 | Italia (bandiera)   | C     | Antonio Buscè               |
| 25 | Italia (bandiera)   | C     | Piermario Morosini          |
| 26 | Italia (bandiera)   | P     | Pietro Marino               |
| 27 | Italia (bandiera)   | D     | Daniele Capelli             |
| 28 | Italia (bandiera)   | D     | Filadelfio Carroccio        |
| 29 | Italia (bandiera)   | D     | Francesco Cernuto           |
| 30 | Ungheria (bandiera) | D     | Csaba Preklet               |
| 31 | Italia (bandiera)   | A     | Andrea Luca Picone          |
| 32 | Iran (bandiera)     | A     | Alì Ahamadi                 |
| 33 | Brasile (bandiera)  | D     | Santos                      |
| 34 | Italia (bandiera)   | A     | Pietro Iannazzo             |
| 35 | Italia (bandiera)   | C     | Marco Giannattasio          |
| 36 | Italia (bandiera)   | D     | Dani Verruschi              |
| 44 | Ungheria (bandiera) | P     | Ádám Kovácsik               |
| 55 | Italia (bandiera)   | D     | Maurizio Lanzaro (capitano) |
| 70 | Italia (bandiera)   | C     | Simone Missiroli            |
| 77 | Italia (bandiera)   | C     | Fabio Ceravolo              |
| 91 | Italia (bandiera)   | C     | Giuseppe Rizzo              |
| 99 | Italia (bandiera)   | A     | Franco Brienza              |

## Calciomercato

### Sessione estiva(dall'1/7 all'1/9)
Trasferimenti della sessione estiva di calciomercato.
| Acquisti | Acquisti           | Acquisti  | Acquisti          |
| R.       | Nome               | da        | Modalità          |
| -------- | ------------------ | --------- | ----------------- |
| P        | Mario Cassano      | Piacenza  | prestito          |
| D        | Antonio Buscè      | Empoli    | definitivo        |
| D        | Daniele Capelli    | Atalanta  | prestito          |
| D        | Simone Rizzato     | Ancona    | definitivo        |
| C        | Piermario Morosini | Udinese   | prestito          |
| C        | Biagio Pagano      | Rimini    | compartecipazione |
| C        | Sergio Volpi       | Bologna   | definitivo        |
| A        | Emiliano Bonazzoli | Sampdoria | definitivo        |
| A        | Daniele Cacia      | Lecce     | prestito          |

| Cessioni | Cessioni           | Cessioni    | Cessioni          |
| R.       | Nome               | a           | Modalità          |
| -------- | ------------------ | ----------- | ----------------- |
| P        | Christian Puggioni | Piacenza    | prestito          |
| D        | Francesco Cosenza  | Ancona      | compartecipazione |
| D        | Antonio Giosa      | Vicenza     | definitivo        |
| D        | Kris Thackray      | Ancona      | prestito          |
| C        | Francesco Cozza    | Salernitana | definitivo        |
| C        | Leonardo Pettinari | Cittadella  | compartecipazione |
| A        | Joelson            | Grosseto    | prestito          |
| A        | José Montiel       | Tigre       | prestito          |

### Sessione invernale(dal 2/1 all'1/2)
Trasferimenti della sessione invernale di calciomercato.
| Acquisti | Acquisti          | Acquisti   | Acquisti                 |
| R.       | Nome              | da         | Modalità                 |
| -------- | ----------------- | ---------- | ------------------------ |
| P        | Vincenzo Fiorillo | Sampdoria  | prestito                 |
| C        | Giacomo Tedesco   | Bologna    | definitivo               |
| C        | Luca Vigiani      | Bologna    | definitivo               |
| C        | Ivan Castiglia    | Cittadella | prestito                 |
| A        | José Montiel      | Tigre      | fine prestito (da marzo) |

| Cessioni | Cessioni           | Cessioni  | Cessioni      |
| R.       | Nome               | a         | Modalità      |
| -------- | ------------------ | --------- | ------------- |
| D        | Daniele Capelli    | Atalanta  | fine prestito |
| P        | Mario Cassano      | Sampdoria | prestito      |
| C        | Antonio Buscè      | Bologna   | definitivo    |
| C        | Sergio Volpi       | Atalanta  | prestito      |
| C        | Piermario Morosini | Udinese   | fine prestito |
| A        | Alessio Viola      | Monza     | prestito      |

## Risultati

### Serie B

#### Girone di andata
| Arbitro: | N. Stefanini (Prato) |

|  |           |              |
|  | Marcatori | 87’ N. Viola |

| Arbitro: | Valeri (Roma) |

|             |           |          |
| Brienza 13’ | Marcatori | 38’ Cani |

| Arbitro: | Calvarese (Teramo) |

|  |           |                            |
|  | Marcatori | 43’ Sgrigna 70’ Bjelanovic |

| Arbitro: | Rizzoli (Bologna) |

|                |           |                       |
| Nassi 59’, 89’ | Marcatori | 48’ Cacia 53’ Brienza |

| Arbitro: | Tozzi (Ostia) |

|             |           |            |
| Capelli 18’ | Marcatori | 70’ Pesoli |

| Arbitro: | Romeo (Verona) |

|                           |           |  |
| Troianiello 57’ Basha 80’ | Marcatori |  |

| Arbitro: | Baracani (Firenze) |

|                      |           |             |
| Cacia 42’ Pagano 64’ | Marcatori | 46’ Zammuto |

| Arbitro: | Velotto (Grosseto) |

|             |           |  |
| Bruno 90+6’ | Marcatori |  |

| Arbitro: | Pinzani (Empoli) |

|                               |           |                                 |
| Marilungo 44’ Baclet 82’, 90’ | Marcatori | 25’ (rig.) Bonazzoli 73’ Pagano |

| Arbitro: | C. Russo (Nola) |

|  |           |                                              |
|  | Marcatori | 16’ Mastronunzio 38’ Miramontes 77’ Colacone |

| Arbitro: | Stefanini (Prato) |

|                               |           |  |
| Belingheri 45’ R. Bianchi 66’ | Marcatori |  |

| Arbitro: | Giannoccaro (Lecce) |

|                                      |           |             |
| Buscè 31’ Cascione 54’ Missiroli 87’ | Marcatori | 90+2’ Jadid |

| Arbitro: | Tommasi (Bassano del Grappa) |

|                           |           |  |
| Marianini 41’ Coralli 61’ | Marcatori |  |

| Arbitro: | Gervasoni (Mantova) |

|  |           |                          |
|  | Marcatori | 41’ Polenghi 63’ Noselli |

| Arbitro: | De Marco (Chiavari) |

|               |           |           |
| Mazzarani 10’ | Marcatori | 3’ Pagano |

| Arbitro: | Celi (Campobasso) |

|                                                |           |  |
| Pagano 2’ (rig.), 19’ Cascione 73’ Lanzaro 88’ | Marcatori |  |

| Arbitro: | Pinzani (Empoli) |

|               |           |                                      |
| Antenucci 14’ | Marcatori | 20’ Pagano 73’ Bonazzoli 81’ Barillà |

| Arbitro: | Ciampi (Roma) |

|                               |           |             |
| Missiroli 37’, 57’ Pagano 71’ | Marcatori | 11’ Testini |

| Arbitro: | N. Stefanini (Prato) |

|                            |           |               |
| Mancini 55’ M. Scaglia 61’ | Marcatori | 30’ Bonazzoli |

| Arbitro: | Tommasi (Bassano del Grappa) |

|           |           |             |
| Pagano 2’ | Marcatori | 23’ Pinilla |

| Arbitro: | Doveri (Roma) |

|                  |           |          |
| Ruopolo 25’, 54’ | Marcatori | 2’ Cacia |

#### Girone di ritorno
| Arbitro: | Rocchi (Firenze) |

|                       |           |                                      |
| Lanzaro 9’ Pagano 75’ | Marcatori | 48’ Parolo 67’ do Prado 90+2’ Bucchi |

| Arbitro: | Candussio (Cervignano del Friuli) |

|  |           |            |
|  | Marcatori | 28’ Pagano |

| Arbitro: | Tozzi (Ostia Lido) |

|                                       |           |             |
| Di Cesare 30’ Litteri 32’ Sgrigna 71’ | Marcatori | 64’ Brienza |

| Arbitro: | Giannoccaro (Lecce) |

|                           |           |            |
| Brienza 2’, 43’ Cacia 59’ | Marcatori | 89’ Tarana |

| Arbitro: | Calvarese (Teramo) |

|                |           |  |
| Bellazzini 79’ | Marcatori |  |

| Arbitro: | Baracani (Firenze) |

|            |           |  |
| Brienza 2’ | Marcatori |  |

| Piacenza 8 marzo 2010, ore 20:45 CET 28ª giornata | Piacenza             | 0 – 0 referto | Reggina | Stadio Leonardo Garilli (3.045 spett.)\| Arbitro: \| N. Stefanini (Prato) \| |
| Arbitro:                                          | N. Stefanini (Prato) |               |         |                                                                              |

| Arbitro: | Tozzi (Ostia Lido) |

|  |           |             |
|  | Marcatori | 13’ Troiano |

| Arbitro: | Saccani (Mantova) |

|                       |           |                                      |
| Barillà 22’ Cacia 90’ | Marcatori | 62’, 76’, 90+1’ Marilungo 66’ Ângelo |

| Arbitro: | Velotto (Grosseto) |

|                  |           |                             |
| Mastronunzio 32’ | Marcatori | 14’ Barillà 90+2’ Missiroli |

| Arbitro: | Romeo (Verona) |

|            |           |                             |
| Valdez 25’ | Marcatori | 69’ R. Bianchi 81’ Garofalo |

| Arbitro: | Gallione (Alessandria) |

|  |           |                           |
|  | Marcatori | 15’ Missiroli 39’ Brienza |

| Arbitro: | Giannoccaro (Lecce) |

|                    |           |          |
| Brienza 62’ (rig.) | Marcatori | 41’ Éder |

| Arbitro: | De Marco (Chiavari) |

|  |           |             |
|  | Marcatori | 89’ Brienza |

| Arbitro: | Mazzoleni (Bergamo) |

|             |           |  |
| Brienza 61’ | Marcatori |  |

| Brescia 24 aprile 2010, ore 15:30 CEST 37ª giornata | Brescia                           | 0 – 0 referto | Reggina | Stadio Oreste Granillo (5.391 spett.)\| Arbitro: \| Candussio (Cervignano del Friuli) \| |
| Arbitro:                                            | Candussio (Cervignano del Friuli) |               |         |                                                                                          |

| Arbitro: | Nasca (Bari) |

|             |           |                             |
| Brienza 53’ | Marcatori | 66’ (rig.), 90+3’ Antenucci |

| Arbitro: | Doveri (Roma) |

|                             |           |               |
| Della Rocca 10’ Colombo 87’ | Marcatori | 25’ Missiroli |

| Arbitro: | Baracani (Firenze) |

|                           |           |             |
| Barillà 11’ Bonazzoli 58’ | Marcatori | 61’ Lazzari |

| Arbitro: | Gava (Conegliano Veneto) |

|                                   |           |                       |
| Joelson 68’ Consonni 90+3’ (rig.) | Marcatori | 59’ Viola 64’ Vigiani |

| Arbitro: | Giannoccaro (Lecce) |

|                              |           |           |
| Pagano 5’, 32’ Missiroli 21’ | Marcatori | 42’ Torri |

### Coppa Italia
| Arbitro: | C. Russo (Nola) |

|                                            |           |  |
| Volpi 18’ (rig.) Brienza 56’ Missiroli 90’ | Marcatori |  |

| Arbitro: | Pierpaoli (Firenze) |

|  |           |             |
|  | Marcatori | 26’ Brienza |

| Arbitro: | Bergonzi (Genova) |

|                                              |           |           |
| Miccoli 28’ (rig.) Cavani 56’ Budan 70’, 75’ | Marcatori | 48’ Volpi |

## Statistiche
Statistiche aggiornate al 30 maggio 2010

### Statistiche di squadra
| Competizione | Punti | In casa | In casa | In casa | In casa | In casa | In casa | In trasferta | In trasferta | In trasferta | In trasferta | In trasferta | In trasferta | Totale | Totale | Totale | Totale | Totale | Totale | DR |
| Competizione | Punti | G       | V       | N       | P       | Gf      | Gs      | G            | V            | N            | P            | Gf           | Gs           | G      | V      | N      | P      | Gf     | Gs     | DR |
| ------------ | ----- | ------- | ------- | ------- | ------- | ------- | ------- | ------------ | ------------ | ------------ | ------------ | ------------ | ------------ | ------ | ------ | ------ | ------ | ------ | ------ | -- |
| Serie B      | 54    | 21      | 9       | 4       | 8       | 31      | 29      | 21           | 6            | 5            | 10           | 20           | 27           | 42     | 15     | 9      | 18     | 51     | 56     | -5 |
| Coppa Italia | -     | 1       | 1       | 0       | 0       | 3       | 0       | 2            | 1            | 0            | 1            | 2            | 4            | 3      | 2      | 0      | 1      | 5      | 4      | +1 |
| Totale       | -     | 22      | 10      | 4       | 8       | 34      | 29      | 23           | 7            | 5            | 11           | 22           | 31           | 45     | 17     | 9      | 19     | 56     | 60     | -4 |

## Classifica finale
|  |     | Classifica 2009-2010 | Pti | G  | V  | N | P  | GF | GS | DR |
|  | --- | -------------------- | --- | -- | -- | - | -- | -- | -- | -- |
|  | 12. | Reggina              | 54  | 42 | 15 | 9 | 18 | 51 | 56 | -5 |

## Giovanili

### Organigramma
Squadra Primavera
- Allenatore: Maurizio Trombetta[15]
- Preparatore portieri: Giuseppe Benatelli
- Preparatore atletico: Antonio Nardi